# Rugendorf
Rugendorf – miejscowość i gmina w Niemczech, w kraju związkowym Bawaria, w rejencji Górna Frankonia, w regionie Oberfranken-Ost, w powiecie Kulmbach, wchodzi w skład wspólnoty administracyjnej Stadtsteinach. Leży w Lesie Frankońskim, przy drodze B303.
Gmina położona jest 10 km na północ od Kulmbach i 35 km na południowy zachód od Hof.

## Dzielnice
W skład gminy wchodzą następujące dzielnice: 
- Eisenwind
- Feldbuch
- Kübelhof
- Losau
- Poppenholz
- Rugendorf
- Zettlitz

## Polityka
Wójtem jest Dieter Oertel. Rada gminy składa się z 23 członków:
|      | Niezrzeszony Związek Wyborczy Ruhendorf | Związek Wyborczy Losau | Razem     |
| 2002 | 11                                      | 2                      | 13 miejsc |